# Andrea Stelzer
Andrea Stelzer (* ? in Südafrika) ist ein ehemaliges Fotomodell sowie Schönheitskönigin sowohl in Deutschland als auch in Südafrika.

## Leben
1985 gewann sie die Wahl zur Miss Südafrika, nachdem sich die beiden konkurrierenden Zeitungsverlage, die bisher separate Misswahlen durchgeführt hatten, zu einer gemeinsamen Veranstaltung bereitfanden. Am Vorabend ihres Abfluges zur Teilnahme an der Miss Universe in Miami (USA) im Juli erfuhr sie, dass Südafrika ab sofort wegen seiner Apartheid-Politik von diesem Wettbewerb ausgeschlossen war. (Dies galt bis 1994.)
Da sie außer der südafrikanischen auch die deutsche Staatsbürgerschaft besaß, versuchte sie nun in Deutschland ihr Glück und wurde Ende 1988 von der damaligen Miss Germany Company als Miss Bayern zur Miss Germany 1988/89 gewählt.
Am 23. Mai 1989 erreichte sie bei der Wahl zur Miss Universe in Cancún (Mexiko) das Halbfinale.
Zur Miss World im gleichen Jahr wurde sie auf Grund ihrer südafrikanischen Herkunft nicht zugelassen.
Auf weiteren internationalen Wettbewerben traten ihre Stellvertreterinnen Jasmine Bell (Miss World und Miss Globe) sowie Iris Klein an, die bei der Miss International siegte. Beide hatten nach gleichem Punktestand bei der Miss Germany Platz 3 belegt.
Im Mai 1990 erreichte sie das Halbfinale bei der Miss All Nations in Kuala Lumpur. (Dieser Wettbewerb wurde nur 1989 und 1990 ausgetragen).
1986, 1990 und 1994 nahm sie für ihr Geburtsland Südafrika an der Wahl zur Miss Hawaiian Tropic teil.
Sie besitzt eine Model-Agentur in Edenvale (Provinz Gauteng, Südafrika).

## Außerdem
1992 wurde während eines German Festival in Südafrika eine Rosen-Neuzüchtung nach ihr benannt. Es handelt sich um eine Teehybride Andrea Stelzer (nur in Übersee erhältlich).